# 丙醇二酸
丙醇二酸（Tartronic acid）是一種二羧酸，全名為2-羟基丙二酸，結構式為HOOCCH(OH)COOH。丙醇二酸中有羥基及羧基，因此也是羥基羧酸（hydroxydicarboxylic acid）。新鮮黄瓜和冬瓜等食物中都含有丙醇二酸。

## 用途
丙醇二酸可以和空氣進行催化氧化形成丙酮二酸。